# Rafael Hettsheimeir
Rafael Hettsheimeir (Araçatuba, São Paulo, 16 de junio de 1986) es un jugador de baloncesto brasileño nacionalizado español que actualmente milita en el Franca del Novo Basquete Brasil. Con 2,08 juega en la posición de pívot.

## Trayectoria
Debutó en la liga profesional brasileña en 2003 en el COC/Riberao Preto, equipo que ganó el Campeonato Nacional brasileño y la Liga Paulista. En 2004 volvió a llevarse el título de la Liga Paulista quedando en séptimo lugar en el Campeonato Nacional. 
Llegó a España en el verano de 2005 de la mano del Akasvayu Girona (ACB), conjunto que le mantuvo una temporada cedido en su equipo vinculado, el Akasvayu CB Vic de la LEB2. En 2006 fue fichado por el CB Estudiantes (ACB), quien lo cedió en la temporada 2006-2007  otra vez al Akasvayu CB Vic. En la temporada 2007-2008 optó por cederlo al Plus Pujol Lleida con el fin de que siguiera progresando en una categoría superior. 
En 2009, tras firmar con el CAI Zaragoza de la Liga LEB, dio el salto a la ACB para jugar cedido hasta febrero de 2010 en el Xacobeo Blu:Sens.
Después de tres años en Zaragoza, en 2012 firma por el Real Madrid para un año (con opción a una temporada más), ganando con este equipo la Liga Endesa 2012-13.
En el verano de 2013 ficha por el Unicaja Málaga- Tras finalizar la temporada el club decide no renovarle el contrato.
En julio de 2014 es presentado como jugador del Paschoalotto Bauru Basket.
Después de dos años y medio en su país, vuelve a España, firmando por el Baloncesto Fuenlabrada, para suplir la baja de Moussa Diagne. Tras esa experiencia, en el mes de junio jugó 3 partidos para los Santeros de Aguada del Baloncesto Superior Nacional de Puerto Rico en calidad de sustituto temporario de Omar Samhan.

### Clubes
| Club                   | País        | Año             |
| ---------------------- | ----------- | --------------- |
| COC/Ribeirão Preto     | Brasil      | 2003 - 2005     |
| Akasvayu CB Vic        | España      | 2005 - 2007     |
| Plus Pujol Lleida      | España      | 2007 - 2009     |
| Xacobeo Blu:Sens       | España      | 2009 - 2010     |
| CAI Zaragoza           | España      | 2010 - 2012     |
| Real Madrid Baloncesto | España      | 2012 - 2013     |
| Unicaja Málaga         | España      | 2013 - 2014     |
| Bauru Basket           | Brasil      | 2014 - 2017     |
| Baloncesto Fuenlabrada | España      | 2017            |
| Santeros de Aguada     | Puerto Rico | 2017            |
| Bauru Basket           | Brasil      | 2017 - 2018     |
| Franca                 | Brasil      | 2018 - 2019     |
| Flamengo               | Brasil      | 2019 - 2021     |
| Bauru Basket           | Brasil      | 2021 - 2022     |
| Flamengo               | Brasil      | 2022 - 2023     |
| Corinthians Paulista   | Brasil      | 2023 - 2024     |
| Franca                 | Brasil      | 2024 - Presente |

## Selección nacional
Hettsheimeir integró los seleccionados juveniles de baloncesto de Brasil, siendo parte del plantel que conquistó el título en el Campeonato Sudamericano Sub-15 de 2002.
Con la selección absoluta también disputó numerosos partidos, habiendo integrado el plantel que compitió en la Copa Mundial de Baloncesto de 2014 y en los Juegos Olímpicos de Río de Janeiro 2016. Su participación más exitosa con el equipo nacional ocurrió en el Torneo de las Américas de 2005 y en el campeonato de baloncesto masculino de los Juegos Panamericanos de 2015 (en ambos casos los brasileños se consagraron campeones).